# Харилаос Трикупис
Харилаос Трикупис (на гръцки: Χαρίλαος Τρικούπης) е гръцки държавник, седем пъти министър-председател между 1875 и 1895 година и лидер на една от водещите политически сили в Гърция през този период – Новата (наричана също „модернистична“) партия. Политиката му на ускорена модернизация се изразява в засилване на парламента, преустройство на държавния апарат, подобрение на инфраструктурата, субсидиране на индустрията и укрепване на въоръжените сили, но не е съобразена с финансовите възможности на гръцката държава и я води до банкрут в началото на 90-те години на XIX век.
В отговор на успехите на българското църковно движение и възстановяването на българската държава през 1878 година Трикупис активизира гръцката пропаганда в Македония в подкрепа на Цариградската патриаршия. Опитите му за антибългарски съюз със Сърбия, както и за по-широка балканска коалиция за подялба на османските владения на полуострова с участието на България и Румъния, са несполучливи.

## Произход
Харилаос Трикупис е син на Спиридон Трикупис и Елени Трикупис. Майка му е сестра на водача на английската партия – Александро Маврокордато.

## Ранна кариера
Харилаос Трикупис изучава литература и право в Атина и Париж. Започва чиновническата си служба в дипломатическото представителство на Гърция в Лондон през 50-те години. Между 1861 и 1863 оглавява сам легацията, а през 1867 влиза в поредното правителство на Александрос Кумундурос като министър на външните работи. Впоследствие се съсредоточава върху проблемите на вътрешната политика, пропагандира стабилизиране на управлението чрез ограничаване на правомощията на краля при формирането на правителство в полза на парламента. Създава собствена партия („Пета партия“, наричана по-късно „Прогресивна“ и „Трикупистка“) и повежда борба за парламентарно мнозинство през 1872.

## Управление

### Вътрешна политика
Трикупис заема за кратко министър-председателския пост през 1875, 1878 и 1880 г., но успява да се наложи по-трайно начело на гръцката политика едва през 1881 – 1882 година, когато партията му печели абсолютно мнозинство в парламента и му позволява да състави първото си самостоятелно правителство. Начело на страната с кратки прекъсвания през следващите тринадесет години, той разгръща широко обществено строителство. При управлението му е прокопан Коринтският канал, построени са нови железопътни линии, създадена е постоянна 20-хилядна армия с модерно въоръжение. Превъоръжаването и закупуването на бойни кораби допринася за удвояването на бюджетния дефицит до 1890 г. За да финансира тези скъпи програми Трикупис не се ограничава с увеличаване на данъците и въвеждане на държавен монопол, а изземва част от златния резерв на централната банка и въвежда принудителен обменен курс на драхмата. Тези мерки, както и закъснялото орязване на административните и военните разходи, са неефективни и засилват общественото недоволство, което на свой ред води до смяната на пет правителства и четирима министър-председатели през 1892 – 1893 година. Политическата криза се прибавя към свръхзадлъжнялостта на гръцката държава, за да подрие окончателно доверието на чуждестранните кредитори, които изискват данъци в злато и контрол върху централната банка на кралството. След продължителни безуспешни преговори, през декември 1893 г. Трикупис прокарва в парламента закон, с който ограничава драстично плащанията по външния дълг, обявявайки държавен банкрут. Кредитната криза се отразява негативно на индустрията и търговията и в крайна сметка пресича политическата кариера на Трикупис. След изборното си поражение през 1895 г. той напуска Гърция и умира малко по-късно в изгнание.

### Външна политика
Радетел за Велика Гърция, Трикупис подготвя гръцката експанзия не само със засилване на армията, но и с финансова и дипломатическа подкрепа за Патриаршията в борбата ѝ с Българската екзархия за духовно върховенство над християните в Балканска Турция. Неговото правителство спонсорира стотици гръцки училища в Македония, протестира пред османското срещу изпращането на български владици в Скопие и Охрид, и отхвърля инициативата на Стамболов за разбирателство през пролетта на 1890 г. Като водач на опозицията година по-късно Трикупис променя отношението си, посещавайки София наред с Букурещ и Белград с предложение за сътрудничество, но българските ръководители отказват да делят Македония. Гръцко-сръбските преговори със същата цел продължават повече от две години (1890 – 1892) без резултат, тъй като и двете страни претендират за Струмица, Мелник и Прилеп.